# Żaganiec
Żaganiec (Duits: Hermsdorf bei Sagan) is een dorp in de Poolse woiwodschap Lubusz. De plaats maakt deel uit van de gemeente Iłowa.